# Sexe dur
El sexe dur fa referència a pràctiques sexuals desenfrenats i feroços, però sense brutalitat, en respectar el principi de consens recíproc. Implica relacions sexuals primordialment orientades a la recerca del plaer mutual, amb sensacions més extremes enllà del «sexe vainilla» o convencional. És un art eròtic enllà del sexe procreacionista.

## Pràctiques de sexe dur
- Escatofàgia
- Urolàgnia
- Sadisme
- Masoquisme
- Sadomasoquisme
- Fist-fucking
- Gang bang